# 17 novembre 1938
Le jeudi 17 novembre 1938 est le 321e jour de l'année 1938.

## Naissances
- André Kabile, footballeur français
- Calisto Tanzi, industriel italien
- Charles Guthrie, général britannique
- Ferial Farouk (morte le 29 novembre 2009), princesse égyptienne
- Frédéric Pham, mathématicien et physicien franco-vietnamien
- Gordon Lightfoot, auteur-compositeur-interprète canadien
- Jean-Claude Zylberstein, avocat, journaliste et éditeur français
- Paul Malékou, homme politique gabonais
- Peter Kassovitz, réalisateur, scénariste, acteur et producteur français
- Susse Wold, actrice danoise

## Décès
- Robert Chalmers (né le 18 août 1858), politicien britannique
- Theodor Amstad (né le 9 novembre 1851), prêtre jésuite suisse

## Événements
- Découverte de (1487) Boda, (1502) Arenda et (3008) Nojiri
- Première législation italienne contre les Juifs[réf. souhaitée]